# Odznaka honorowa „Za zasługi dla oświaty”
Odznaka honorowa „Za zasługi dla oświaty” – polskie resortowe odznaczenie w formie jednostopniowej odznaki honorowej, ustanowionej 25 stycznia 1985.
Nadawana była przez Ministra Oświaty i Wychowania jako zaszczytne wyróżnienie dla osób fizycznych i społecznych zbiorowości w uznaniu ich szczególnych zasług w działalności na rzecz szkół i innych placówek oświatowo-wychowawczych oraz za pomoc udzielaną nauczycielom.
Odznakę noszono na prawej stronie piersi.
Odznaczenie zostało zniesione 23 lutego 2000 wraz z szeregiem innych odznaczeń ustanowionych w okresie PRL.